# Блис
Блис (нем. Blies, фр. Blies) — река в Германии (Саар) и во Франции (Гранд-Эст), приток Саара. Средний расход воды — 19,2 м³/с.

## География
Длина реки Блис составляет 99,5 км, из которых 84 км она течёт по территории немецкой земли Саар. Истоки Блиса, общим числом 3, находятся на территории общины Нофельден, также в Саарланде, на высоте 430 метров над уровнем моря. Блис впадает в Саар близ города Саргемин, во французском департаменте Мозель (историческаия область Лотарингия). Место впадения в Саар находится на высоте 194 метра над уровнем моря, таким образом разность высот между истоком и устьем составляет 236 метров.
Река протекает через живописную, холмистую местность; ранее берега Блиса повсеместно покрывали густые леса. Сейчас по течению реки расположен природный заповедник Саар - Хунсрюк (Naturpark Saar-Hunsrück). На берегах Блиса расположены города: Нойнкирхен (Саар), Хомбург (Саар), Санкт-Вендель, Блискастель, Саргемин, Отвайлер.
Правые притоки Блиса: реки Вюрцбах, Мандельбах. Левые его притоки: реки Тодбах, Остер, Эрбах, Шварцбах, Хетченбах. Бассейн реки составляет 1960 км².

## Фауна
Качество воды в реке Блис весьма высоко, особенно после строительства очистных сооружений в её верховьях, что создаёт великолепную среду обитания для различных видов речных рыб и других животных. Здесь в изобилии водятся речная форель, гольян, голец, различные разновидности карпов, щука, окунь, судак, окунь, краснопёрка, сом, голавль, обыкновенный усач, а также речной рак.